# Missé
Missé ist eine Commune déléguée in der französischen Gemeinde Thouars mit 849 Einwohnern (Stand: 1. Januar 2022) im Département Deux-Sèvres in der Region Nouvelle-Aquitaine.
Am 1. Januar 2019 wurde die Gemeinde Missé mit Mauzé-Thouarsais, Sainte-Radegonde und Thouars zur Commune nouvelle Thouars zusammengeschlossen. Sie hat seither den Status einer Commune déléguée. Die Gemeinde Missé gehörte zum Arrondissement Bressuire und zum Kanton Thouars.

## Lage
Missé liegt etwa drei Kilometer südwestlich vom Zentrum Thouars am Thouet. Nachbargemeinden von Missé waren Thouars im Nordwesten und Norden, Saint-Léger-de-Montbrun im Nordosten, Taizé-Maulais im Osten und Süden, Luzay im Süden und Südwesten sowie Saint-Jean-de-Thouars im Westen.
Am östlichen Rand der Commune déléguée liegt der Flugplatz Thouars.

## Bevölkerungsentwicklung
| Jahr                       | 1962 | 1968 | 1975 | 1982 | 1990 | 1999 | 2006 | 2013 |
| Einwohner                  | 530  | 487  | 487  | 682  | 806  | 827  | 850  | 841  |
| Quellen: Cassini und INSEE |      |      |      |      |      |      |      |      |

## Sehenswürdigkeiten
- Kirche Saint-Pierre aus dem 10. Jahrhundert, im 19. Jahrhundert restauriert
- Schloss Marsay aus dem 17./18. Jahrhundert, Monument historique
- Alte Mühle, genannt Schloss Missé, aus dem 15. Jahrhundert
- Ehemalige Windmühle

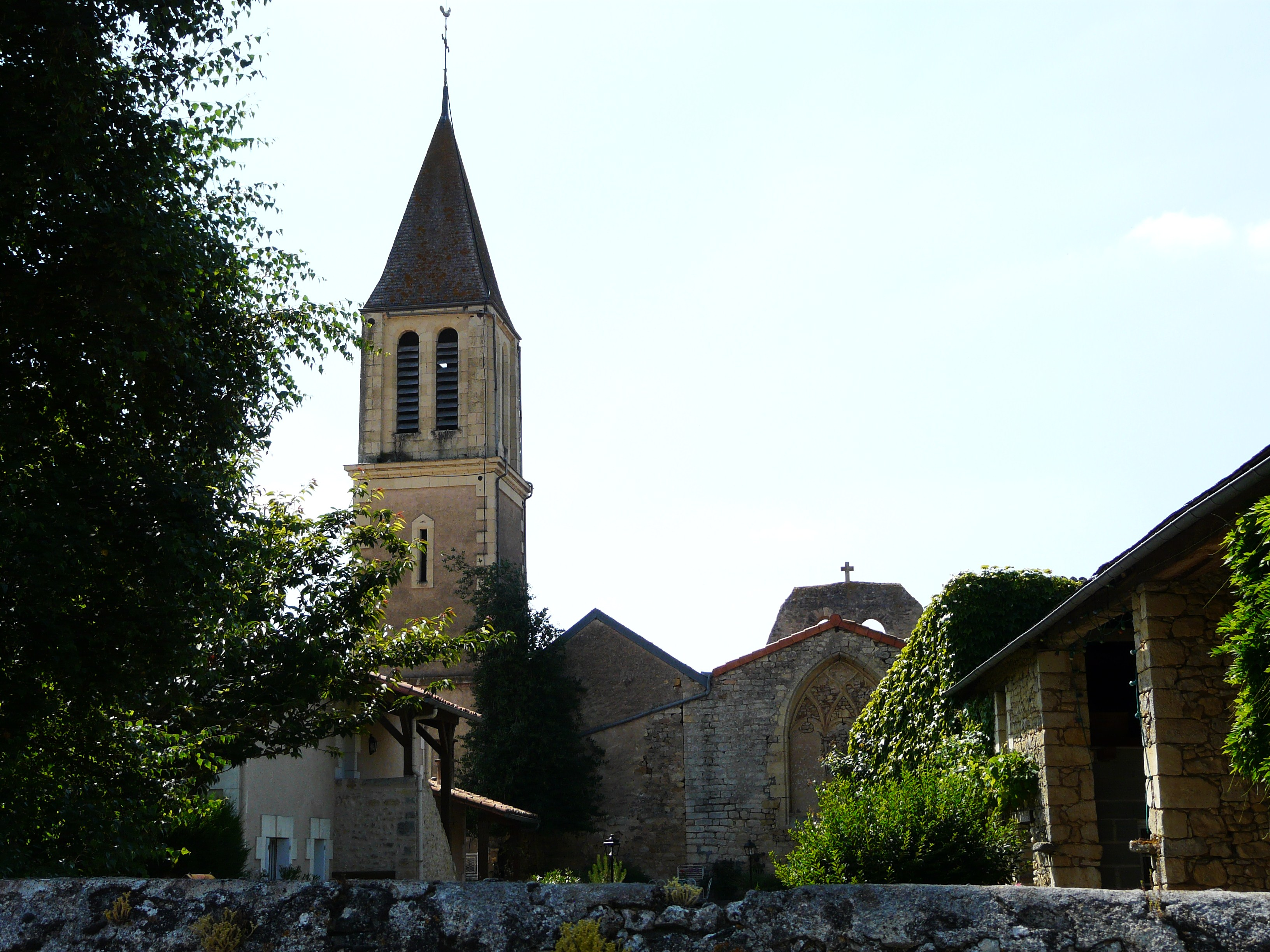
Kirche Saint-Pierre
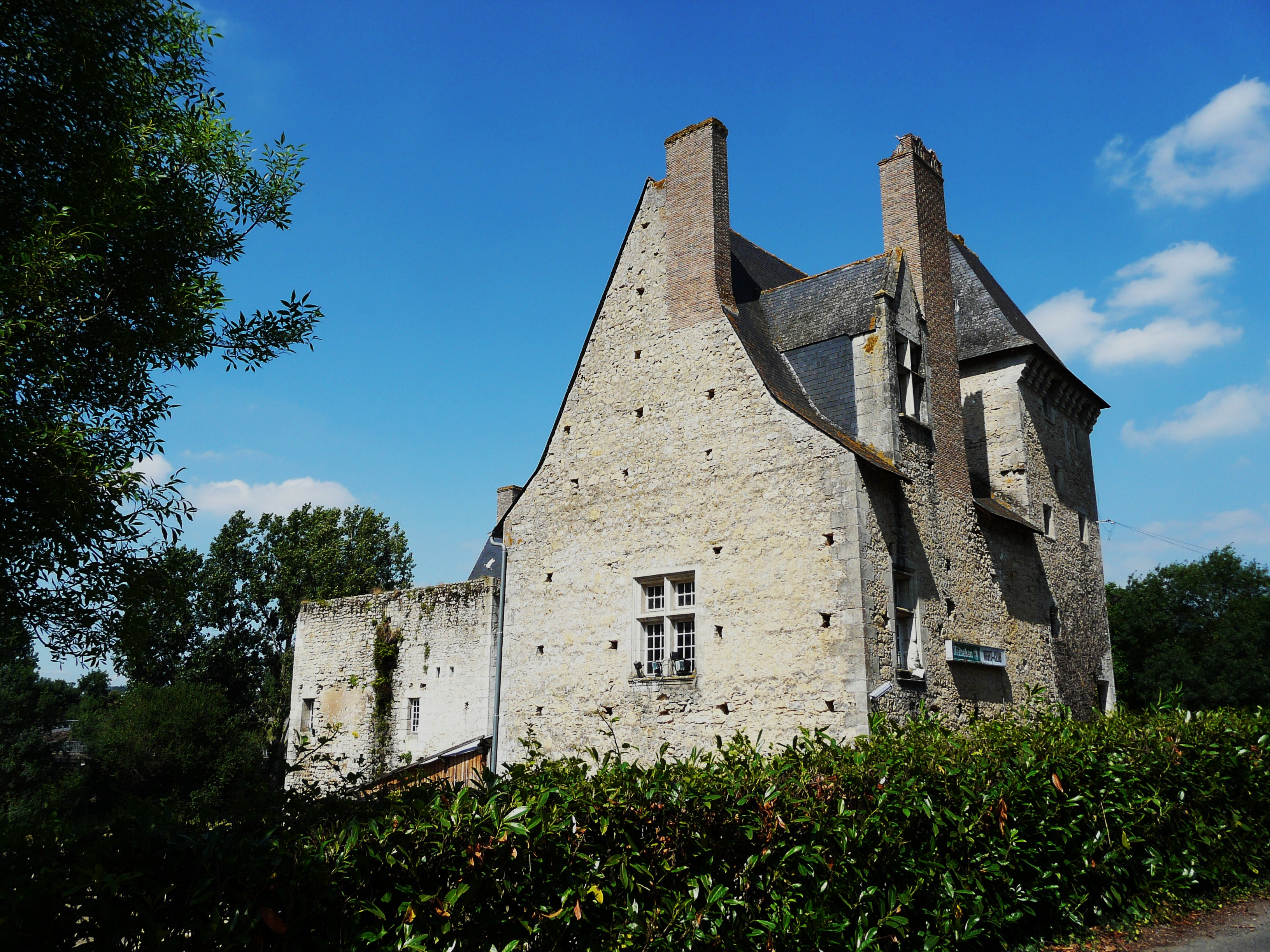
Alte Mühle (genannt „Schloss Missé“)
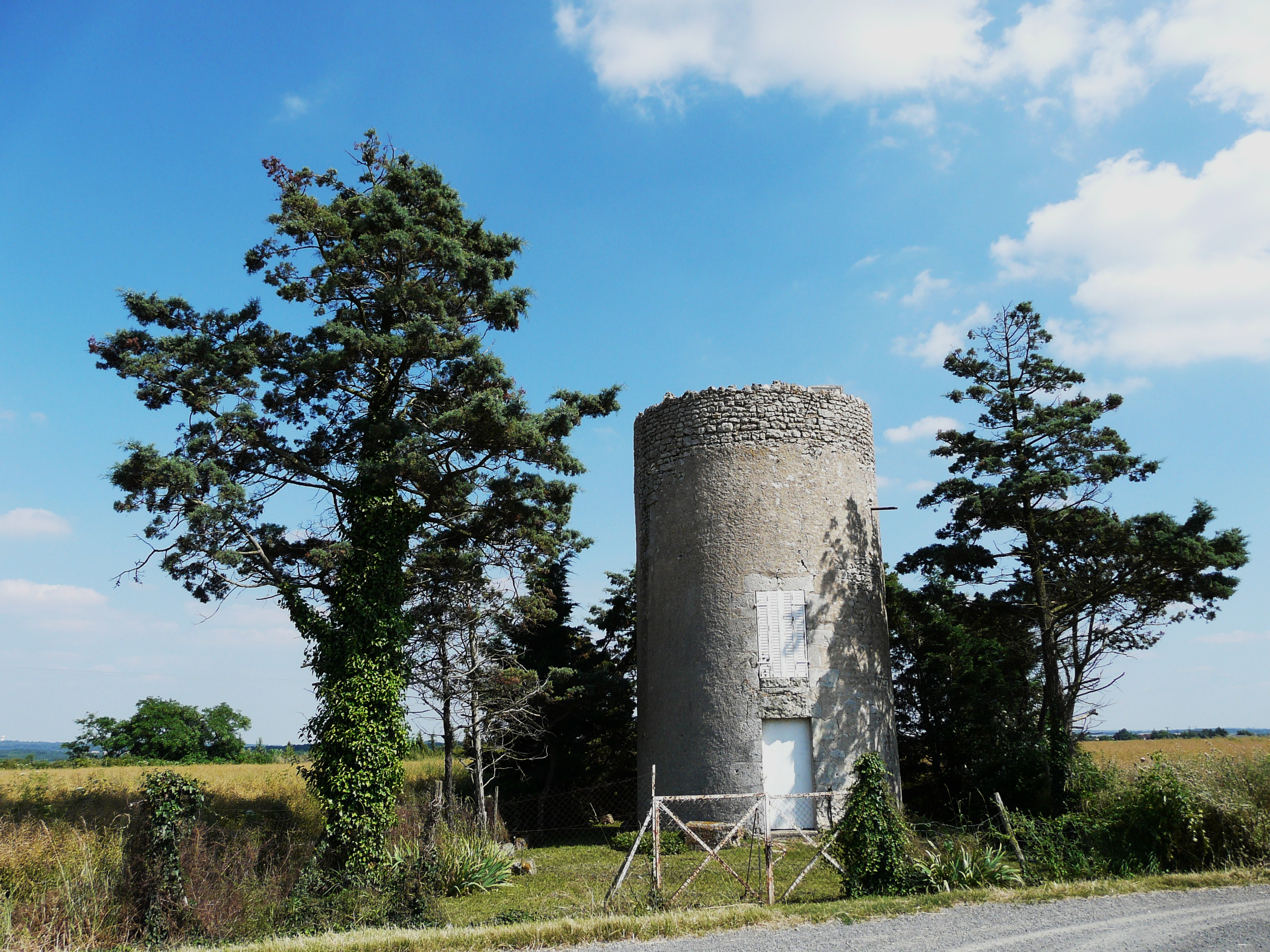
Ehemalige Windmühle